# Templo Maior de Curitiba
A Catedral da Fé de Curitiba é a sede estadual da Igreja Universal do Reino de Deus no Paraná. Leva também o nome de Templo Maior por ser o maior espaço religioso da Universal no estado.
Demorou 3 anos para ser construído e teve um orçamento de 414 milhões de reais. Tem 35 metros de altura e capacidade para 5 mil pessoas, possui também estúdios de rádio e televisão, escola bíblica para crianças e mais de 650 vagas para carros no local. A Universal estima que mais de 140 mil pessoas deverão passar pelo templo todos os meses.